# Братиславці
Братиславці (словен. Bratislavci) — поселення в общині Дорнава, Подравський регіон‎, Словенія.